# San José de Moro
San José de Moro es una localidad peruana ubicada en la provincia de Chepén del Departamento de La Libertad. Está ubicada a unos 135 km al norte de la ciudad de Trujillo. 

## Zonas arqueológicas
- Complejo arqueológico San José de Moro perteneciente a la cultura Mochica.[1]